# Seville (California)
Para otras aceptaciones  véase Sevilla (desambiguación).
Seville es un lugar designado por el censo ubicado en el condado de Tulare en el estado estadounidense de California. En el año 2010 tenía una población de 480 habitantes.
{{Otros usos

## Geografía
Seville se encuentra ubicado en las coordenadas 36°29′8.5″N 119°13′29.17″O / 36.485694, -119.2247694.